# Ufhusen
Ufhusen es una comuna suiza del cantón de Lucerna, situada en el distrito de Willisau. Limita al norte con las comunas de Gondiswil (BE) y Fischbach, al este con Zell y Willisau, al sur con Luthern, y al oeste con Eriswil (BE) y Huttwil (BE).

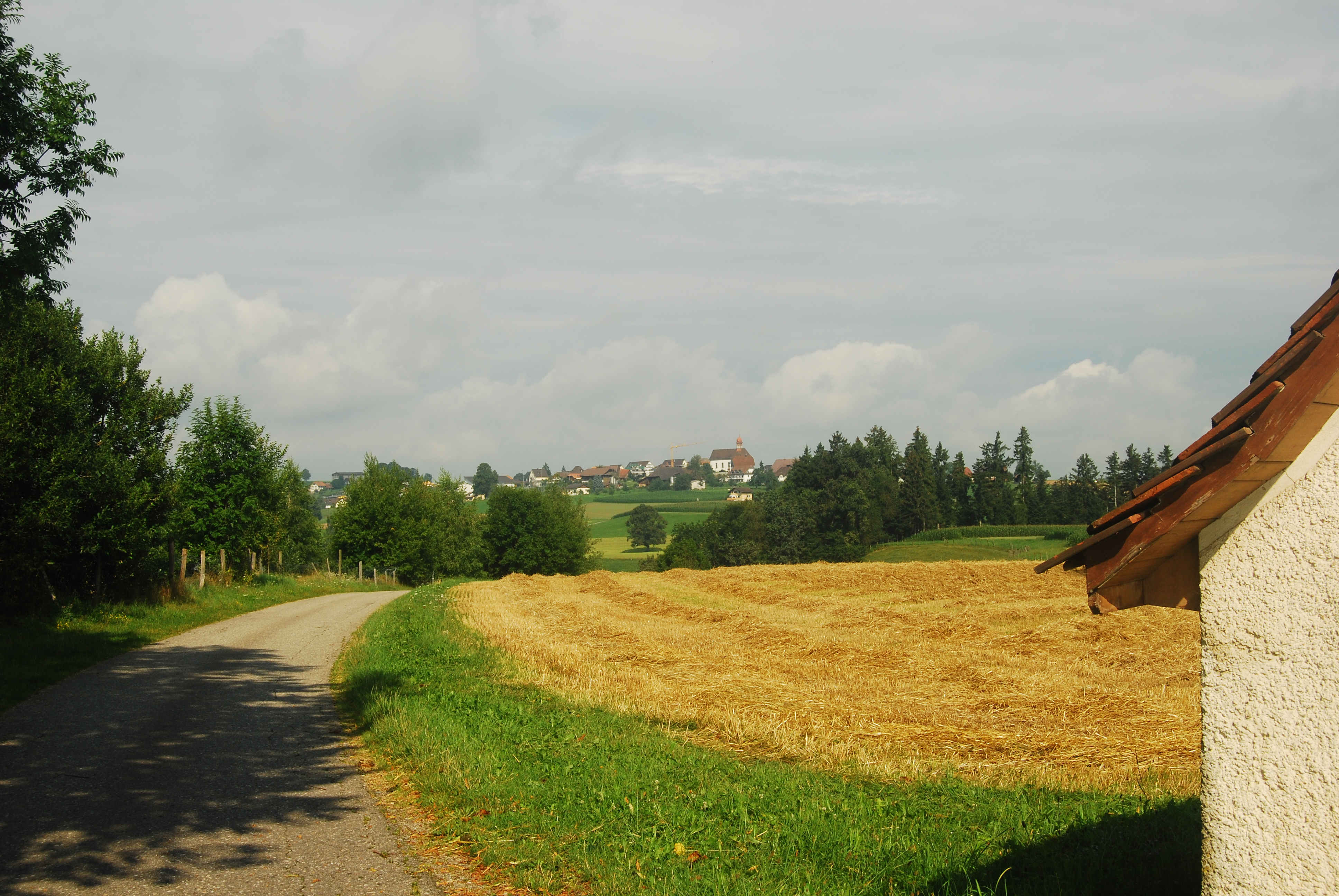
Ufhusen